# Modena Football Club 2016-2017
Questa voce raccoglie le informazioni riguardanti il Modena Football Club nelle competizioni ufficiali della stagione 2016-2017.

## Stagione
Nella stagione 2016-2017 il Modena disputa il girone B del campionato di Lega Pro, raccoglie 44 punti con il 14º posto finale. I canarini iniziano il torneo allenati da Simone Pavan. A fine novembre dopo le sconfitte con Pordenone e Santarcangelo viene sostituito da Ezio Capuano, il Modena chiude il girone di andata con 16 punti, in piena zona retrocessione. Nel girone di ritorno si cambia marcia, si ottengono 28 punti, con una media promozione, ma la difficile prima parte del torneo, permette solo di consolarsi con il mantenimento della categoria. Il senegalese Abou Diop arrivato dal Torino nel mercato invernale, con 6 reti in 16 partite è stato il miglior realizzatore dei gialloblù.

## Divise e sponsor
Lo sponsor tecnico per la stagione 2016-2017 è Macron, mentre lo sponsor ufficiale è Riacef.
| Casa | Trasferta | Terza divisa | Portiere |

## Organigramma societario
Area direttiva
- Presidente onorario: Cav. Sergio Brighenti
- Presidente: Antonio Caliendo
- Vicepresidente: Arch. Angelo Forcina
- Amministratore delegato: Marja Caliendo
- Consigliere: Michele Caliendo
- Consigliere: Amedeo Matacena

Area organizzativa
- Segretario generale: Dott. Andrea Russo
- Responsabile Comunicazione: Dott. Antonio Vistocco
- Segretario sportivo: Dott. Andrea Russo
- Segreteria sportiva: Stefano Casolari
- Responsabile sicurezza: Stefano Zoboli
- Responsabile amministrativo: Annamaria Manicardi

Area comunicazione e marketing
- Sviluppo commerciale e marketing: Modena Academy

Area tecnica
- Direttore sportivo: Luigi Pavarese
- Allenatore: Ezio Capuano
- Allenatore in seconda: Giuseppe Padovano
- Collaboratore tecnico: Duccio Innocenti
- Team Manager: Dott. Andrea Russo
- Preparatore dei portieri: Antonio Razzano
- Preparatori atletici: Prof. Daniele Dotto, Prof. Matteo Pantaleoni e Prof. Clemente Truda
- Magazzinieri: Andrea Carra, Claudio Pifferi
- Responsabile settore giovanile: vacante

Area sanitaria
- Responsabile sanitario: Dott. Domenico Amuso
- Medico sociale: Dott. Giuseppe Loschi e Dott. Alessandro Bellucci
- Massaggiatori: Enrico Corradini, Andrea Martinelli

## Calciomercato

### Sessione estiva(dall'1/7 al 31/8)
| Acquisti | Acquisti               | Acquisti  | Acquisti      |
| R.       | Nome                   | da        | Modalità      |
| -------- | ---------------------- | --------- | ------------- |
| D        | Andrea Accardi         | Palermo   | prestito      |
| D        | Alberto Cossentino     | Torres    | definitivo    |
| D        | Antonio Marino         | Pavia     | definitivo    |
| D        | Gianluca Zucchini      | Reggiana  | fine prestito |
| C        | Simone Basso           | Venezia   | definitivo    |
| C        | Simon Laner            | Verona    | prestito      |
| C        | Agustín Olivera        | Catanzaro | fine prestito |
| C        | Alimeyaw Salifu        | Verona    | definitivo    |
| C        | Nicolás Adrián Schiavi | Novara    | prestito      |
| A        | Bálint Bajner          | Paks      | svincolato    |
| A        | Adama Diakite          | Benevento | definitivo    |
| A        | Antonio Loi            | Cagliari  | svincolato    |
| A        | Riccardo Ravasi        | Verona    | definitivo    |
| A        | Tiziano Tulissi        | Atalanta  | prestito      |

| Cessioni | Cessioni           | Cessioni     | Cessioni      |
| R.       | Nome               | a            | Modalità      |
| -------- | ------------------ | ------------ | ------------- |
| P        | Andrei Chiriac     | Paganese     | prestito      |
| P        | Ivan Provedel      | Chievo       | fine prestito |
| D        | Davide Bertoncini  | Frosinone    | fine prestito |
| D        | Simone Gozzi       | Alessandria  | definitivo    |
| D        | Lino Marzorati     | Prato        | svincolato    |
| D        | Matteo Rubin       | Foggia       | definitivo    |
| D        | Davide Zoboli      | Darfo Boario | svincolato    |
| C        | Luca Belingheri    | Cremonese    | definitivo    |
| C        | Simone Bentivoglio | Venezia      | definitivo    |
| C        | Luca Crecco        | Lazio        | fine prestito |
| C        | Andrea Doninelli   | Siena        | definitivo    |
| C        | Daniele Galloppa   | Cremonese    | svincolato    |
| C        | Lorenzo Marchionni | Chievo       | fine prestito |
| C        | Andrea Mazzarani   | Crotone      | definitivo    |
| C        | Riccardo Nardini   | Messina      | svincolato    |
| A        | Gaston Camara      | Inter        | fine prestito |
| A        | Pablo Granoche     | Spezia       | svincolato    |
| A        | Davide Luppi       | Verona       | definitivo    |
| A        | Francesco Stanco   | Cremonese    | definitivo    |

### Operazioni successive alla sessione estiva
| Acquisti | Acquisti       | Acquisti | Acquisti   |
| R.       | Nome           | da       | Modalità   |
| -------- | -------------- | -------- | ---------- |
| C        | Lorenzo Remedi |          | svincolato |

| Cessioni | Cessioni      | Cessioni   | Cessioni |
| R.       | Nome          | a          | Modalità |
| -------- | ------------- | ---------- | -------- |
| A        | Bálint Bajner | svincolato |          |

### Sessione invernale(dal 03/01 al 31/01)
| Acquisti | Acquisti             | Acquisti | Acquisti      |
| R.       | Nome                 | da       | Modalità      |
| -------- | -------------------- | -------- | ------------- |
| P        | Andrei Chiriac       | Paganese | fine prestito |
| D        | Cesare Ambrosini     | Como     | definitivo    |
| D        | Simone Fautario      | Pisa     | definitivo    |
| D        | Vincenzo Guardiglio  | Potenza  | definitivo    |
| D        | Luca Milesi          | Atalanta | prestito      |
| A        | Abou Diop            | Torino   | prestito      |
| A        | Angelo Raffaele Nolé | Reggiana | definitivo    |

| Cessioni | Cessioni                     | Cessioni            | Cessioni      |
| R.       | Nome                         | a                   | Modalità      |
| -------- | ---------------------------- | ------------------- | ------------- |
| P        | Andrei Chiriac               | Castelvetro         | prestito      |
| D        | Matteo Braccioli             | Virtus Castelfranco | prestito      |
| D        | Alberto Cossentino           | Siracusa            | svincolato    |
| D        | Filippo Minarini             | Vibonese            | prestito      |
| C        | Prince Emmanuel Doudou Besea | Frosinone           | definitivo    |
| A        | Tiziano Tulissi              | Atalanta            | fine prestito |

## Rosa
| N. |                     | Ruolo | Calciatore           |
| -- | ------------------- | ----- | -------------------- |
| 1  | Italia (bandiera)   | P     | Marco Costantino     |
| 2  | Italia (bandiera)   | D     | Matteo Braccioli     |
| 2  | Italia (bandiera)   | D     | Vincenzo Guardiglio  |
| 3  | Italia (bandiera)   | D     | Antonio Marino       |
| 4  | Italia (bandiera)   | D     | Andrea Accardi       |
| 5  | Italia (bandiera)   | D     | Alberto Cossentino   |
| 5  | Italia (bandiera)   | D     | Cesare Ambrosini     |
| 6  | Italia (bandiera)   | C     | Andrea Doninelli     |
| 6  | Italia (bandiera)   | C     | Simon Laner          |
| 7  | Albania (bandiera)  | C     | Fabio Sakaj          |
| 8  | Nigeria (bandiera)  | C     | Wilfred Osuji        |
| 9  | Italia (bandiera)   | A     | Riccardo Ravasi      |
| 10 | Italia (bandiera)   | A     | Tiziano Tulissi      |
| 10 | Italia (bandiera)   | A     | Angelo Raffaele Nolé |
| 11 | Uruguay (bandiera)  | C     | Agustín Olivera      |
| 12 | Italia (bandiera)   | P     | Nicolò Manfredini    |
| 13 | Italia (bandiera)   | D     | Filippo Minarini     |
| 13 | Senegal (bandiera)  | A     | Abou Diop            |
| 14 | Ungheria (bandiera) | A     | Bálint Bajner        |
| 14 | Italia (bandiera)   | D     | Luca Milesi          |
| 15 | Ghana (bandiera)    | C     | Emmanuel Besea       |
| 15 | Italia (bandiera)   | D     | Simone Fautario      |
| 16 | Italia (bandiera)   | D     | Gianluca Zucchini    |

| N. |                           | Ruolo | Calciatore          |
| -- | ------------------------- | ----- | ------------------- |
| 17 | Costa d'Avorio (bandiera) | A     | Adama Diakite       |
| 18 | Ghana (bandiera)          | C     | Alimeyaw Salifu     |
| 19 | Italia (bandiera)         | A     | Antonio Loi         |
| 20 | Italia (bandiera)         | D     | Simone Aldrovandi   |
| 21 | Italia (bandiera)         | C     | Lorenzo Remedi      |
| 22 | Romania (bandiera)        | P     | Andrei Chiriac      |
| 22 | Italia (bandiera)         | P     | Federico Brancolini |
| 23 | Italia (bandiera)         | D     | Luca Calapai        |
| 24 | Italia (bandiera)         | C     | Daniele Giorico     |
| 25 | Italia (bandiera)         | C     | Simone Basso        |
| 26 | Italia (bandiera)         | D     | Riccardo Setti      |
| 27 | Italia (bandiera)         | A     | Riccardo Caselli    |
| 28 | Romania (bandiera)        | D     | Ștefan Popescu      |
| 29 | Marocco (bandiera)        | A     | Mehdi Serroukh      |
| 30 | Ghana (bandiera)          | C     | Agyemang Hardy Nana |
| 31 | Italia (bandiera)         | C     | Simone Pollastri    |
| 32 | Argentina (bandiera)      | C     | Nicolás Schiavi     |
| 33 | Italia (bandiera)         | D     | Matteo Rubin        |
| 33 | Italia (bandiera)         | C     | Federico Chiossi    |
| 34 | Italia (bandiera)         | C     | Jonathan Makaya     |
| 35 | Italia (bandiera)         | A     | Alessandro Ghidoni  |
| 36 | Italia (bandiera)         | P     | Federico Cheli      |

## Staff tecnico
| Allenatori:               | Simone Pavan poi Ezio Capuano          |
| Allenatore in seconda:    | Duccio Innocenti poi Giuseppe Padovano |
| Collaboratore tecnico:    | Duccio Innocenti                       |
| Team manager:             | Andrea Russo                           |
| Preparatore atletico:     | Daniele Dotto                          |
| Preparatore atletico:     | Matteo Pantaleoni                      |
| Preparatore atletico:     | Clemente Truda                         |
| Preparatore dei portieri: | Antonio Razzano                        |
| Magazziniere:             | Andrea Carra                           |
| Magazziniere:             | Claudio Pifferi                        |

## Risultati

### Lega Pro Girone B

#### Girone di andata
| Modena 27 agosto 2016, ore 20:30 CEST 1ª giornata | Modena                   | 0 – 0 referto | Parma | Stadio Alberto Braglia (5.076 spett.)\| Arbitro: \| Guccini (Albano Laziale) \| |
| Arbitro:                                          | Guccini (Albano Laziale) |               |       |                                                                                 |

| Arbitro: | Viotti (Tivoli) |

|            |           |  |
| Romero 68’ | Marcatori |  |

| Modena 10 settembre 2016, ore 20:30 CEST 3ª giornata | Modena                  | 0 – 0 referto | Maceratese | Stadio Alberto Braglia (2.472 spett.)\| Arbitro: \| Mastrodonato (Molfetta) \| |
| Arbitro:                                             | Mastrodonato (Molfetta) |               |            |                                                                                |

| Arbitro: | Strippoli (Bari) |

|           |           |                        |
| Jéffe 24’ | Marcatori | 64’ 85’ (rig.) Schiavi |

| Arbitro: | Robilotta (Sala Consilina) |

|            |           |                       |
| Ravasi 32’ | Marcatori | 46’ Giron 49’ Guidone |

| Arbitro: | Maggioni (Lecco) |

|              |           |  |
| Frediani 54’ | Marcatori |  |

| Modena 1º ottobre 2016, ore 16:30 CEST 7ª giornata | Modena           | 0 – 0 referto | Bassano Virtus | Stadio Alberto Braglia (2.276 spett.)\| Arbitro: \| Balice (Termoli) \| |
| Arbitro:                                           | Balice (Termoli) |               |                |                                                                         |

| Arbitro: | Tursi (San Giovanni Valdarno) |

|                  |           |  |
| Cossentino 90+1’ | Marcatori |  |

| Lumezzane 15 ottobre 2016, ore 14:30 CEST 9ª giornata | Lumezzane          | 0 – 0 referto | Modena | Stadio Tullio Saleri (400 spett.)\| Arbitro: \| Guarnieri (Empoli) \| |
| Arbitro:                                              | Guarnieri (Empoli) |               |        |                                                                       |

| Arbitro: | Volpi (Arezzo) |

|            |           |                      |
| Bajner 28’ | Marcatori | 32’ Geijo 54’ Modolo |

| Arbitro: | Panarese (Lecce) |

|              |           |  |
| Alfageme 33’ | Marcatori |  |

| Arbitro: | De Santis (Lecce) |

|  |           |            |
|  | Marcatori | 17’ Virdis |

| Arbitro: | Di Gioia (Nola) |

|                                     |           |                       |
| Bardelloni 31’ (rig.), 90+4’ (rig.) | Marcatori | 20’ Olivera 72’ Laner |

| Arbitro: | Proietti (Terni) |

|  |           |                            |
|  | Marcatori | 4’ 34’ Cattaneo 30’ Burrai |

| Arbitro: | N. Marini (Trieste) |

|                            |           |  |
| Dalla Bona 66’ Danza 90+5’ | Marcatori |  |

| Arbitro: | Amabile (Vicenza) |

|                |           |           |
| L. Mancuso 47’ | Marcatori | 56’ Basso |

| Modena 7 dicembre 2016, ore 14:30 CET 17ª giornata | Modena                         | 0 – 0 referto | Fano | Stadio Alberto Braglia (2.025 spett.)\| Arbitro: \| Lorenzin (Castelfranco Veneto) \| |
| Arbitro:                                           | Lorenzin (Castelfranco Veneto) |               |      |                                                                                       |

| Arbitro: | Mastrodonato (Molfetta) |

|                 |           |  |
| Siniscalchi 69’ | Marcatori |  |

| Arbitro: | Fourneau (Roma) |

|                              |           |  |
| Giorico 38’ (rig.) Besea 86’ | Marcatori |  |

#### Girone di ritorno
| Arbitro: | Zanonato (Vicenza) |

|                                           |           |             |
| Calaiò 16’ Giorgino 34’ Corapi 41’ (rig.) | Marcatori | 38’ Giorico |

| Arbitro: | Piscopo (Imperia) |

|                                  |           |              |
| Popescu 16’ 88’ Basso 60’, 90+4’ | Marcatori | 22’ Maracchi |

| Arbitro: | Vigile (Cosenza) |

|              |           |  |
| Palmieri 24’ | Marcatori |  |

| Arbitro: | Pasciuta (Agrigento) |

|               |           |           |
| Diop 52’, 58’ | Marcatori | 22’ Ilari |

| Arbitro: | Cipriani (Empoli) |

|             |           |  |
| Carlini 48’ | Marcatori |  |

| Arbitro: | Annaloro (Collegno) |

|                    |           |                    |
| Nolè 45’ Laner 48’ | Marcatori | 19’ (rig.) Momentè |

| Arbitro: | Marchetti (Ostia Lido) |

|  |           |                      |
|  | Marcatori | 40’ Popescu 88’ Nolè |

| Arbitro: | Mei (Pesaro) |

|             |           |  |
| Gliozzi 62’ | Marcatori |  |

| Arbitro: | Capone (Palermo) |

|         |           |              |
| Diop 6’ | Marcatori | 82’ Speziale |

| Arbitro: | Amoroso (Paola) |

|             |           |  |
| Geijo 90+3’ | Marcatori |  |

| Arbitro: | Fourneau (Roma) |

|  |           |                  |
|  | Marcatori | 21’ Neto Pereira |

| Arbitro: | Ayroldi (Molfetta) |

|  |           |            |
|  | Marcatori | 70’ Milesi |

| Modena 1º aprile 2017, ore 14:30 CEST 32ª giornata | Modena              | 0 – 0 referto | Forlì | Stadio Alberto Braglia (2.434 spett.)\| Arbitro: \| Provesi (Treviglio) \| |
| Arbitro:                                           | Provesi (Treviglio) |               |       |                                                                            |

| Arbitro: | Perotti (Legnano) |

|          |           |          |
| Arma 26’ | Marcatori | 72’ Diop |

| Arbitro: | Chindemi (Viterbo) |

|          |           |  |
| Diop 67’ | Marcatori |  |

| Arbitro: | Pasciuta (Agrigento) |

|                  |           |                |
| Diop 69’ Loi 74’ | Marcatori | 56’ Sorrentino |

| Fano 23 aprile 2017, ore 20:30 CEST 36ª giornata | Fano             | 0 – 0 referto | Modena | Stadio Raffaele Mancini (1.671 spett.)\| Arbitro: \| Proietti (Terni) \| |
| Arbitro:                                         | Proietti (Terni) |               |        |                                                                          |

| Arbitro: | Valiante (Salerno) |

|                      |           |  |
| Nolè 12’ Giorico 80’ | Marcatori |  |

| Arbitro: | Pashuku (Albano Laziale) |

|                                                    |           |                  |
| Casiraghi 35’ (rig.) D. Ferretti 62’ A. Marini 90’ | Marcatori | 71’, 81’ Diakite |

### Coppa Italia
| Arbitro: | Mancini (Fermo) |

|                         |           |  |
| Tulissi 26’ Diakite 49’ | Marcatori |  |

| Arbitro: | Manganiello (Pinerolo) |

|              |           |  |
| Iemmello 58’ | Marcatori |  |

### Coppa Italia Lega Pro
| Arbitro: | Detta (Mantova) |

|  |           |                                |
|  | Marcatori | 11’ Otín 19’ Mogoș 60’ Falcone |

## Statistiche di squadra
| Competizione          | Punti         | In casa | In casa | In casa | In casa | In casa | In casa | In trasferta | In trasferta | In trasferta | In trasferta | In trasferta | In trasferta | Totale | Totale | Totale | Totale | Totale | Totale | DR |
| Competizione          | Punti         | G       | V       | N       | P       | Gf      | Gs      | G            | V            | N            | P            | Gf           | Gs           | G      | V      | N      | P      | Gf     | Gs     | DR |
| --------------------- | ------------- | ------- | ------- | ------- | ------- | ------- | ------- | ------------ | ------------ | ------------ | ------------ | ------------ | ------------ | ------ | ------ | ------ | ------ | ------ | ------ | -- |
| Lega Pro              | 44            | 19      | 8       | 6       | 5       | 19      | 14      | 19           | 3            | 5            | 11           | 12           | 21           | 38     | 11     | 11     | 16     | 31     | 35     | -4 |
| Coppa Italia          | secondo turno | 1       | 1       | 0       | 0       | 2       | 0       | 1            | 0            | 0            | 1            | 0            | 1            | 2      | 1      | 0      | 1      | 2      | 1      | +1 |
| Coppa Italia Lega Pro | sedicesimi    | 1       | 0       | 0       | 1       | 0       | 3       | 0            | 0            | 0            | 0            | 0            | 0            | 1      | 0      | 0      | 1      | 0      | 3      | -3 |
| Totale                | 44            | 21      | 9       | 6       | 6       | 21      | 17      | 20           | 3            | 5            | 12           | 12           | 22           | 41     | 12     | 11     | 18     | 33     | 39     | -6 |